# Stassa Wahlgren

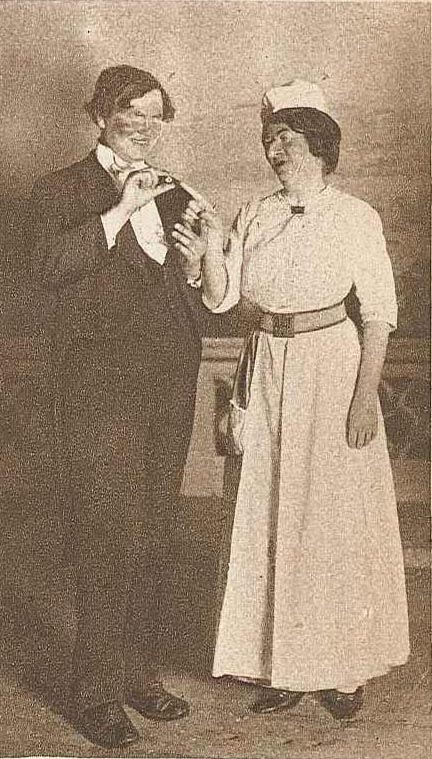
Stassa Wahlgren och Eric Lindholm i Emil Norlanders revy Stockholmsjobb på Södra teatern nyåret 1916.

Anna Kristina Constance (Stassa) Wahlgren, född Persson den 14 januari 1858 i Göteborg, död den 9 oktober 1929 i Stockholm, var en svensk revyskådespelare och operettsångare.

## Biografi
Scendebuten ägde rum 1880 i rollen som den unge markisen i Hvita nejlikan på Stora Teatern, Göteborg. Hon fick därefter engagemang hos Thérèse Elfforss 1880–1882, Frithiof Carlberg 1882–1886, vid Vasateatern 1886–1887, hos Mauritz Fröberg 1887–1889 och åter vid Stora Teatern 1889–1890. Hon gifte sig 1886 med skådespelaren August Wahlgren och de uppträdde tillsammans som varietéartister 1890–1897. Därefter var hon vid Lombergska sällskapet 1897–1899, vid Folkteatern, Göteborg 1900–1901, hos Albert Ranft 1901–1903, hos Mille Strömberg 1904–1905, hos Oskar Textorius 1905–1906, hos Albert Ranft 1906–1911, hos Carl Deurell 1911–1912, hos Anton Salmson 1912–1913, vid Södra Teatern 1914–1916, vid Skådebanan 1917–1918, på privat konsertturné 1918–1919 och åter vid Stora Teatern 1919–1920.
Makarna är begravda på Sandsborgskyrkogården i Stockholm, där även parets son, predikanten Olof A. Wahlgren (1887–1959) och hans fruar vilar.

## På scen och skiva
Stassa Wahlgren utmärkta sig inte minst i en rad Emil Norlander-revyer där hon ofta fick spela "burlesk Stockholmsmadam" och framförde klassiska Norlanderkupletter som "Spiskroksvalsen" och "Balen på bakgården". Den senare, en duett med Victor Sonnander ur nyårsrevyn Tokiga Amelie från 1910, ingick även bland det knappa halvdussin 78-varvarsidor hon spelade in för Gramophone vid denna tid. Wahlgren och Sonnander genomförde även gemensamma turnéer i landsorten som "duettistpar".

## På film
Stassa Wahlgren medverkade också i några av de allra tidigaste svenska försöken att spela in ljudfilm. Dessa filmer, vilka spelades in av Charles Magnussons bolag Svenska bio i Kristianstad 1909–1910, var dock endast "ljudfilmer" i så måtto att man spelade in stumma treminuters filmer med kända artister sjungande "playback" till sina egna grammofoninspelningar. Därefter spelades film och skiva upp synkront. Ingen av dessa filmer har sparats till eftervärlden, men de är dokumenterade genom bevarade tryckta programblad.

## Teater

### Roller (ej komplett)
| År   | Roll               | Produktion                                                                                   | Regi          | Teater            |
| ---- | ------------------ | -------------------------------------------------------------------------------------------- | ------------- | ----------------- |
| 1886 |                    | Paradiset Leon Treptow och Louis Herrmann                                                    |               | Vasateatern       |
| 1887 | Paola              | Prinsessan av Trebizonde Jacques Offenbach, Charles-Louis-Étienne Nuitter och Étienne Tréfeu |               | Vasateatern       |
| 1887 | Modern             | Rosen på Tistelön Emelie Flygare-Carlén                                                      |               | Vasateatern       |
| 1901 | Javette Bergamotte | Bellevilles mö Carl Millöcker, Richard Genée och Friedrich Zell                              | Axel Bosin    | Södra Teatern     |
| 1906 | Titta Grå          | Hin och smålänningen Frans Hedberg                                                           |               | Östermalmsteatern |
| 1907 |                    | På havets botten Ferdinand Dugué                                                             | Justus Hagman | Östermalmsteatern |
| 1912 |                    | Stockholmsgreker, eller Olympen-Stadsgården-Stadion, revy Emil Norlander                     | Axel Ringvall | Kristallsalongen  |
| 1913 |                    | Tjusiga Magnusson, eller En Venustävlan på Munkbron, revy Emil Norlander                     | Axel Ringvall | Kristallsalongen  |

## Diskografi
- 1910
  - Ack en vals (Grammophon 284000; duett med Victor Sonnander ur "Susanna Wallström")
  - Balen på bakgården (även utgiven som Friarevalsen) (Grammophon V*74117; duett med Victor Sonnander ur nyårsrevyn "Tokiga Amelie eller En bröllopsnatt vid Nordpolen")
  - Carl Edvard Magnusson (Grammophon 583042; ur revyn "Kofvander, Bofvander & Co")
  - Du ska få en flaska Lassarull (Grammophon V*74116; duett med Victor Sonnander ur nyårsrevyn "Tokiga Amelie eller En bröllopsnatt vid Nordpolen")
- 1911
  - Älskar du mej som förr (Grammophon 284109; duett med Victor Sonnander)

### Övergripande källor
- Furhammar, Leif (1991). Filmen i Sverige : en historia i tio kapitel. Höganäs: Wiken i samarbete med Filminstitutet. Libris 7591921. ISBN 91-7024-712-9
- Norlander, Emil (1924). Rännstensungar och storborgare : Stockholm under ett halvsekel ur minnet och dagboken. Stockholm: Åhlén & Åkerlund. Libris 758232. https://runeberg.org/rannsten/0363.html
- Myggans nöjeslexikon : ett uppslagsverk om underhållning. 14, Talm-Över. Höganäs: Bra böcker. 1993. Libris 7665092. ISBN 91-7752-272-9
- Scenisk konst, volym 7-8 (1908), sidan 72
- Stassa Wahlgren i Svensk mediedatabas